# Jurij Szatałow
Jurij Szatałow (ukr. Юрій Шаталов, ros. Юрий Шаталов; ur. 15 września 1963 w Tetiuche, ZSRR) – rosyjski trener i piłkarz z polskim obywatelstwem grający na pozycji obrońcy, wychowanek Szachtara Donieck. Trener Górnika Łęczna.

## Kariera piłkarska
Urodził się w Tetiuche (obecnie Dalniegorsk), później mieszkał we Władywostoku. W wieku 16 lat wyjechał na Ukrainę, gdzie podjął treningi w Szkole Piłkarskiej Szachtara Donieck. Do pierwszego składu Szachtara nigdy się jednak nie przebił, grał w rezerwach. W latach 80. bronił barw takich drużyn jak Nowator Żdanow, Szachtar Gorłówka, Podilla Chmielnicki oraz Krywbas Krzywy Róg. W 1991 przeszedł do Pārdaugavy Ryga, a potem do APK Azow. Od 1992 kariera Szatałowa jest związana z Polską. Jako zawodnik reprezentował barwy Warty Poznań, Amiki Wronki i Sparty Oborniki.

## Kariera trenerska
Jeszcze występując w drugiej drużynie Amiki Wronki pełnił również funkcje trenera. W sezonie 2002/2003 kontynuował łączenie funkcji piłkarza i trenera w drużynie Sparty Oborniki. Następnie już tylko jako trener prowadził Kanię Gostyń, Jagiellonię Białystok i Promień Opalenica. Od 2009 trenował Polonię Bytom, a w dniu 1 listopada 2010 został trenerem Cracovii.
Sprawa podjęcia pracy przez Szatałowa w Cracovii była problematyczna. Rozmowy pomiędzy klubem a trenerem podjęto w czasie obowiązywania kontraktu z Polonią. Ostatecznie 3 listopada PZPN zatwierdził zmianę trenerską w Cracovii.
21 września odszedł z klubu za porozumieniem stron. 19 kwietnia 2012 zastąpił Janusza Kubota na stanowisku trenera Zawiszy Bydgoszcz. Funkcję tę pełnił do 26 kwietnia 2013. 6 maja 2016 ogłosił swoją rezygnację ze stanowiska trenera Górnika Łęczna, zastąpił go Andrzej Rybarski. 31 października 2016 podpisał umowę z GKS Tychy, ale 10 października 2017 została rozwiązana za porozumieniem stron po serii nieudanych występów klubu.

## Sukcesy i odznaczenia
- Zdobywca Pucharu Polski: 1998
- Awans do ekstraklasy: 2014